# Oleg Logvine
Oleg Nikolaïevitch Logvine, né le 23 mai 1959 à Minsk, Biélorussie, URSS, est un coureur cycliste soviétique des années 1980. Lors des Jeux olympiques de Moscou, il fait partie de l'équipe de l'URSS qui est championne olympique dans l'épreuve des 100 km contre-la-montre.

## Biographie
Athlète de 1,83 m, 78 kg, Oleg Logvin a obtenu aussi la médaille d'argent dans la même spécialité des 100 km contre-la-montre, en 1981 et 1982 au Championnat du monde. En 1989, âgé de 30 ans, il passe professionnel dans l'équipe Alfa Lum. Il terminait sa carrière cycliste dans une équipe portugaise, en 1993.

## Palmarès

### Palmarès année par année
- 1977
  -  2e du championnat du monde juniors du contre-la-montre par équipes avec (Youri Kachirine, Vladimir Korjov et Andreï Agressov)
- 1978
  - Tour de la Baltique
- 1980
  -  Champion olympique du contre-la-montre par équipes sur route aux Jeux olympiques de Moscou (avec Youri Kachirine, Anatoli Yarkine, Sergueï Chelpakov)
  - Olympia's Tour :
    - Classement général
    - 2ea et 5e étapes

  - 6e étape du Tour de Basse-Saxe
- 1981
  -  2e du championnat du monde du contre-la-montre amateurs par équipes (avec Youri Kachirine, Anatoli Yarkine, Sergueï Kadatski)
  - 2e du Gran Premio della Liberazione
- 1982
  - 8e et 10e étapes de la Milk Race
  - 2e du championnat d'URSS du contre-la-montre en duo (avec Youri Kachirine)
  - 2e de la Milk Race
  -  3e du championnat du monde du contre-la-montre amateurs par équipes (avec Youri Kachirine, Sergueï Voronine, Oleh Petrovich Chuzhda)
- 1984
  - 2e du championnat d'URSS sur route
- 1992
  - 6e étape du Grand Prix International Costa Azul
  - Porto-Lisbonne

### autres classements
- 1981
  - 8e du Circuit de la Sarthe
  - 13e de la Course de la Paix[1]
- 1984
  - 24e de la Course de la Paix[1]
- 1990
  - 10e du Tour du Limousin